# Вызов (фильм, 1996)
«Вызов» (англ. Set It Off) — американский криминальный кинофильм 1996 года, снятый режиссёром Ф. Гэри Греем по сценарию Кейт Ланье. Главные роли в фильме исполнили Джада Пинкетт, Куин Латифа, Вивика А. Фокс и Кимберли Элиз (дебют Элиз в кино). Сюжет рассказывает о четырёх подругах из одного квартала, которые по разным причинам объединяются, чтобы грабить банки.
Вышедший в ноябре 1996 года, «Вызов» был высоко оценен ведущими критиками, а Роджер Эберт хвалил развитие характеров персонажей и драматизм истории, отмечая некоторое сходство с фильмом «В ожидании выдоха», также о четырёх афроамериканских женщинах. Фильм также был коммерческим хитом и наиболее успешным проектом студии New Line Cinema в 1996 году, зарабатывая более 41 млн долларов в прокате. Латифа получила номинацию на премию «Независимый дух» за лучшую женскую роль второго плана. Саундтрек к фильму был сертифицирован платиновым в США, а главный сингл «Don’t Let Go (Love)» группы En Vogue достиг второй строчки в Billboard Hot 100.

## Синопсис
Фрэнки Сэттон, кассир Лос-Анджелесского банка, становится свидетелем ограбления. Вскоре после инцидента её увольняют якобы из-за связи с грабителем, хотя Фрэнки ничего об этом не знала. После встречи со своими подругами Стоуни, Клео и Ти Ти, Клео предлагает ей спланировать ограбление, чтобы раздобыть денег. Фрэнки вскоре находит работу уборщицы за мизерную зарплату. Вскоре после этого брат Стоуни оказывается застреленным полицией, так как они ошибочно приняли его за грабителя. Инцидент подталкивает девушек к серии ограблений банков.

## Актёры и персонажи
- Джада Пинкетт — Лида «Стоуни» Ньюсом
- Куин Латифа — Клеопатра «Клео» Симс
- Вивика А. Фокс — Франческа «Фрэнки» Сэттон
- Кимберли Элиз — Тишон «Ти Ти» Уильямс
- Блэр Андервуд — Кит Уэстон
- Джон К. Макгинли — детектив Строуд
- Элла Джойс — детектив Уоллер
- Чарльз Робинсон — Нэйт Эндрюс
- Dr. Dre — Блэк Сэм